# Pottawattamie Park
Pour les articles homonymes, voir Pottawattamie.
Pottawattamie Park est une municipalité américaine située dans le comté de LaPorte en Indiana.
Lors du recensement de 2010, sa population est de 235 habitants. La municipalité s'étend sur 0,25 mille carré (0,65 km2).
Pottawattamie Park est fondée en 1936. Cette zone résidentielle boisée est nommée d'après les Potéouatamis qui habitaient autrefois la région. Peu à peu, le bourg se retrouve encerclé par la ville voisine de Michigan City. En raison de ses infrastructures vieillissantes, des élus de Pottawattamie Park souhaitent une fusion avec Michigan City. Un vote sur la question devrait avoir lieu en 2010.